# Honor (бренд)
Honor је бренд паметних телефона у већинском власништву државног предузећа под контролом општинске владе Шенжена . Раније је био у власништву Huawei-а, који је продао бренд у новембру 2020. компанији Shenzhen Zhixin New Information Technology Co. Ltd.  Honor развија паметне телефоне, таблет рачунаре и уређаје за ношење .

## Историја
Honor је основан 2013. године под брендом Huawei. Honor-ова линија паметних телефона омогућила је Huawei-ју да се такмичи са онлајн брендовима средњорангираних паметних телефона у Кини и широм света.    Honor првенствено продаје производе на мрежи, али неки Honor производи су доступни и у продавницама на одабраним тржиштима.  
У новембру 2020. године, бренд Honor је продат Shenzhen Zhixin New Information Technology, компанији у већинском државном власништву коју контролише општинска влада Шенжена, како би „осигурала“ опстанак своје тадашње матичне компаније, Huawei, због америчких санкција против њих.   Санкције САД ограничиле су продају хардверских компоненти Huawei-ју од стране америчких предузећа. 

### Временски оквир међународне експанзије
Honor је почео нудити своје производе 2014. године, лансирајући Honor 3C у априлу, у Малезији,  након чега је уследио Honor 6 у Европи, у октобру.  До јуна 2015. године, бренд је био доступан у 74 земље.  У октобру те године, најављено је повећање прихода на 5 милијарди долара са плановима да се фокусира на Индију.  
2015. године, Honor-ова Vmall онлајн продавница, која је раније била доступна само у Кини, покренута је у Европи и Уједињеном Краљевству, омогућавајући директну куповину од произвођача.   
Honor је дебитовао у Сједињеним Државама издавањем Huawei Honor 5X на сајму потрошачке електронике у јануару 2016. године.   У почетку је био доступан само за куповину на мрежи, Huawei Honor 5X је касније постао доступан у одабраним продавницама од цигле и малтера.  И ове године Honor је почео да продаје прве фитнес „трекере”.
У августу 2016. године, Recode је извештавао да је Honor продао преко 60 милиона производа, остваривши приход од преко 8,4 милијарде долара. 
У јануару 2017. године, на сајму потрошачке енергије, Honor је најавио да ће Honor 6X, који је раније био доступан само у Кини, бити доступан на тринаест нових тржишта, укључујући Сједињене Државе.   Телефон је добио признања „најбоље од Сајма 2017“ од неколико технолошких публикација, укључујући Android Authority,   Digital Trends,  Slash Gear,  и Talk Android. 
2018. године, Honor је почео да продаје лаптопове и паметне сатове, а наредне године слушалице и телевизоре.
21. јануара 2021. године, Honor је лансирао свој први телефон који није Huawei, V40, након пада производње Honor уређаја узрокованог уклањањем Гугловог Андроид оперативног система за мобилне уређаје након америчких санкција и недостатком подршке одељења за истраживање и развој компаније Huawei. 

## MagicOS
MagicOS  (раније познат као MagicUI, и Magic Live UI  ), је оперативни систем за мобилне уређаје изведен из Андроида који је развила кинеска технолошка компанија Honor. Користи се на паметним телефонима и таблетима компаније.

### Историја
MagicOS је првобитно развио Huawei пре поделе у новембру 2020. године, преименован је у EMUI са мањом естетском разликом за HONOR уређаје. Пре поделе, HONOR уређаји високе класе су радили на Magic UI, док су уређаји средњег и нижег ранга наставили да раде на EMUI.
Прошао је кроз неколико промена имена током свог представљања, које је првобитно било познато као Magic Live када је представљено на првом HONOR Magic телефону, а поново је преименовано у Magic UI  са увођењем HONOR Magic 2, који су поново преименовали 2022. за MagicOS.

### Историја верзија
| Верзија      | Историја верзија Андроида  | Година издања | Последње стабилно издање |
| ------------ | -------------------------- | ------------- | ------------------------ |
| Magic Live   | Android Marshamallow (6.x) | 2016          | 1.1                      |
| Magic UI 2.x | Android Pie (9)            | 2018          | 2.1                      |
| Magic UI 3.x | Android 10                 | 2019          | 3.1                      |
| Magic UI 4.x | Android 11                 | 2020          | 4.2                      |
| Magic UI 5.x | Android 10 и Android 11    | 2021          | 5.1                      |
| Magic UI 6.x | Android 12                 | 2022          | 6.1                      |
| MagicOS 7.x  | Android 13                 | 2023          | 7.1                      |